# Valeri Tokarev
Pour les articles homonymes, voir Tokarev.
Valeri Ivanovitch Tokarev (en russe : Валерий Иванович Токарев) est un cosmonaute russe, né le 29 octobre 1952 à Kapoustine Iar, une ville fermée de l'oblast d'Astrakhan, en Union soviétique.

## Biographie
Avec l'aviateur et explorateur français Loïc Blaise, il a réussi en 2018 le premier tour du monde par le cercle polaire arctique à bord de Polar Kid, un prototype d’hydravion ultra léger.

## Vols réalisés
- Discovery STS-96, du 27 mai au 6 juin 1999. Amarrage à la station spatiale internationale
- Soyouz TMA-7, lancé le 3 octobre 2005. Tokarev est ingénieur de vol pour l'Expédition 12 à bord de l'ISS. Il réalise deux sorties orbitales au cours de son séjour de plus de 189 jours, et rentre sur Terre le 6 avril 2006.